# Cephalorhynchus
Cephalorhynchus (GRAY, 1846) è un genere di cetacei della famiglia dei Delfinidi.
Comprende le seguenti specie:
- Cephalorhynchus commersonii
- Cephalorhynchus eutropia
- Cephalorhynchus heavisidii
- Cephalorhynchus hectori